# Elizabeth Yeats

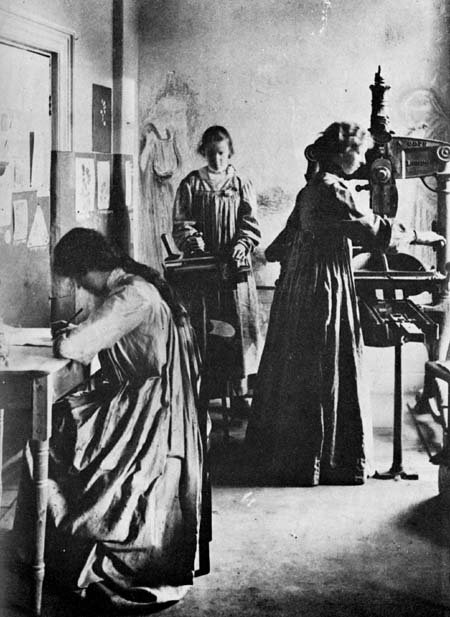
A "Dun Emer Press" em 1903 com Elizabeth Yeats trabalhando na prensa manual

Elizabeth Corbet Yeats (1868 – 1940) foi uma empresária e tipógrafa irlandesa.

## Biografia
Nascida na 23 Fitzroy Road, Londres, filha do artista irlandês John Butler Yeats e irmã do poeta W. B., de Jack e Susan Yeats, trabalhou como professora de artes, tendo pertencido ao círculo de William Morris em Londres antes da sua família ter regressado para Dublin, em 1900. A partir de uma sugestão de Emery Walker, que tinha trabalhado com Morris na Kelmscott Press, Elizabeth estudou técnicas de impressão na Womes's Printing Society de Londres.
Em Dublin, aceitou o convite para se juntar a Evelyn Gleeson para formar a Dun Emer Guild juntamente com Susan, que fazia bordados.  Elizabeth geriu a Dun Emer Press a partir de 1902. A tipografia estava situada em Runnymede, a casa de Evelyn Gleeson (Esta casa, localizada em Dundrum, mudou depois de nome, para Dun Emer. Foi, entretanto, demolida), e tinha como finalidade treinar jovens mulheres na produção de livros.
Em 1904, ela e o irmão, William, fundaram a Cuala Press, publicando cerca de 70 livros, incluindo 48 do poeta. Elizabeth foi a primeira tipógrafa da Irlanda a trabalhar exclusivamente com prensas manuais.